# 犬鳴
犬鳴（いぬなき）は、福岡県宮若市にある大字。郵便番号は822-0134（旧：822-01）。人口は2015年時点で0人。
交通は福岡県道21号線があり直方市から福岡市とへつながる。またJR九州バスの博多駅 - 直方駅線も運行されている。宮若市側へ進むと脇田温泉がある。
平成以降はこの地域に居住者がいないものの、江戸時代中期以降は木炭と和紙の製造・オタネニンジンの栽培・銅鉱山の開発・藩札原紙の製造・藩営蹈鞴製鉄事業・製陶など、産業に特化した地域として有名である。また福岡城の出城とされた犬鳴山御別館跡も遺されており、江戸時代中期以降から数多くの歴史がある。

## 犬鳴谷村の歴史
かつて犬鳴地区に犬鳴谷村（いぬなきだにむら）という村があった。犬鳴谷村は1691年（元禄4年）から1889年4月1日（明治22年）まで福岡県（筑前国）鞍手郡に存在した村。現在の犬鳴ダムに位置する。「犬鳴村」とも呼ばれる。貝原益軒および貝原好古編著『筑前国続風土記』に依ると、1691年（元禄4年）ごろまでは犬鳴谷と呼ばず「火平（ひのひら）」または「大河内」と呼んでいた。御譜代組足軽たちが移住してから一帯の総称を「犬鳴山」または「犬鳴谷」と呼ぶようになった。「火平」の地名は犬鳴地区の鎮守社『日原神社（ひのわらじんじゃ）』の社名にその名残が見られる。一方、『角川日本地名大辞典』には1776年に脇田村から犬鳴村が分村したと記載されている。
宮若市文化財収蔵・展示・交流センター「宮若トレッジ」展示室に犬鳴たたら遺跡出土貨幣が展示されている。その中に寛永通宝または文久永宝などに混じって、九州での出土例や伝世現存例がほとんどない宝永通宝が展示されている。宝永通宝は1708年（宝永5年）4月から通用開始した十文銭で、幕府が京都の糸割符仲間に命じて鋳造させたものであるが、世間や両替商などの不評や苦情により翌年1月17日に通用停止となったという短命な銅銭で、九州地方ではほとんど流通しなかった。
犬鳴ダム奥に江戸時代から明治初期頃にかけて犬鳴谷庄屋兼足軽組頭を務めていた篠崎家代々の墓地がある。無縁になって久しく墓石は倒壊し落葉が積もるなどかなり荒れ果てているが、江戸時代の墓石には武士階級などにしか許されていなかった院号居士や院号大姉の戒名が付けられている立派なものが多数あり、犬鳴谷が苗字帯刀などを許されていた士分扱いの上級足軽たちの集落だったということを示している。
筥崎宮（福岡市東区箱崎）は江戸時代から犬鳴地区の崇敬社で、春秋の社日、放生会などの祭礼には代表者が参拝に出向き、社務所から御神札を受け、各戸に配布していたという。犬鳴谷の御譜代組足軽たちが義務付けられていた槍さばきと鉄砲の練習に福岡城へ出向いた時、帰りには福岡藩主菩提所の崇福寺・筥崎宮・香椎宮に必ず参拝していたという。
かつて犬鳴に皿山という小字名があったが、そこは17世紀ごろに高原五郎七という陶工が陶器を製作した場所で、犬鳴焼として伝世品の徳利や花瓶などが宮若市内外に現存している。
犬鳴に住んでいた宮若市の某家に代々伝わる1837年（天保8年）作の弘法大師座像があるが、この像は福岡東名嶋町（現・福岡市中央区天神）に居住し代々にわたり福岡藩御用を勤めていた佐田仏師の作で、体内には「天保八歳、糟屋郡奈多ヶ浦村、正右衛門」などの文を記した木札が納めてある。佐田仏師は仏像などの新造や福岡藩領内の仏像修理を手がけていた。現在も多数の遺作が残されている。
1877年（明治10年）西南戦争勃発時に、犬鳴谷の壮年男性のほとんどは徴兵され、福岡藩御譜代組足軽だったということで曹長・軍曹・伍長などの下士官に任命された。西南戦争時に着用した軍帽や軍服などが遺されている家（かつて犬鳴に住んでいた）がある。

### 地理
宮若市の犬鳴山や西山には、遠賀川水系の犬鳴川が流れている。その源流の谷川に沿って犬鳴谷村が形成されていた。この谷を本谷といい、主に集落はここに形成された。ここから「ゆずりは谷」「薬研谷」「人参谷」「あなぐら谷」など多数の谷に枝分かれしている。
現在は犬鳴ダム建設によって、犬鳴地区のほとんどがダムの底に沈んでいる。
谷の一覧
犬鳴谷村に面した谷の一覧。
- 薬研谷（やげん）
- ゆずりは谷
- 柚ノ木谷（ゆのき）
- 下り谷（くだり）
- 大鋸谷（おおが）
- 人参谷（にんじん）
- いちぎ谷
- あなぐら谷
- 落合谷（おちあい）
- 辰谷（たつ）
- 池の谷（いけの）
- 往来谷（おうらい）
- じいが谷
- 砥石谷（といし）
- 梅ノ木谷（うめのぎ）
- 割谷（わり）
- たたら谷

### 沿革
1691年（元禄4年）、 福岡藩は鞍手郡吉川庄犬鳴山に存在していた藩有林の維持管理のため、御譜代組足軽数家（篠崎・藤嶌（藤嶋）・三浦・赤星・渡邊・水上・安永・寶部（たからべ）などの各家）に移住を命じ、この年に犬鳴谷村が成立した（福岡藩は犬鳴谷村庄屋兼足軽組頭として篠崎文内を任命）。
犬鳴足軽各家は、苗字の公称、両刀の帯刀、羽織と袴の公的着用を許されていた士分扱いの上級足軽であったことが福岡藩文書に記してある。
ちなみに犬鳴足軽の俸給は、組頭を除いて平均六石三人扶持だったらしく、現米ではなく支給分を現金に換算して支払われていた（犬鳴足軽総員分の大繩地として隣村である脇田の一部が充てられていた）。犬鳴ダム奥には、世襲で庄屋兼足軽組頭を勤めてきた篠崎家代々の墓石群が残っている。
犬鳴の各家には、福岡藩庁から貸与を受けていた御貸具足・藩候紋入り陣笠・鉄砲・刀槍などが最近まで遺存していた。1868年（明治初年）、篠崎・渡邊の両家は士族、他の各戸は卒族に編入されたが、1872年（明治5年）卒族制廃止と同時に、犬鳴卒族は福岡県庁から強制的に平民籍に編入された。
犬鳴各戸の菩提所は、浄久寺（浄土宗鎮西派・宮若市乙野）と東禅寺（曹洞宗・宮若市湯原）に2分される。最近の研究によると、御譜代組足軽の立場から、この2寺を菩提所としたとの説があり、浄久寺と東禅寺の過去帳や記録などに犬鳴の地名が現れるのは1693年 - 1694年（元禄6、7年）からである。ちなみに浄久寺は宮若市宮田の極楽寺末、東禅寺は宗像市大穂の宗生寺末である。極楽寺は福岡藩主と因縁の深い寺院で、宗生寺も福岡藩主および前領主の小早川隆景と因縁の深い寺院である。
福岡県糟屋郡久山町にある天照皇大神宮（通称・伊野大神宮）の拝殿脇には1692年（元禄5年）に犬鳴足軽一同から寄進された御手洗石が苔むして現存している。
1877年（明治10年）に勃発した西南戦争では、犬鳴谷から壮年男性のほとんどが小倉歩兵14連隊の下士官として徴兵され、各地を転戦し、何人かは戦死したが、手柄を立て熊本鎮台司令長官谷干城から直筆の感状、14連隊長心得乃木希典から賞詞を授与された者もいた。日露戦争において陸軍砲兵伍長として出征した犬鳴出身の藤嶌徳蔵は数々の戦功を立て、凱旋後、功四級金鵄勲章と戦功年金を授与された。
幕末維新時の犬鳴谷庄屋兼足軽組頭の篠崎新吾の四男・篠崎豊彦は日露戦争で満州に渡り、日露戦争後も大連に留まり実業家として成功した。1919年（大正8年）に帰国して現在の大分県別府市亀川町に居を定め、大いに声望を高めて1931年（昭和6年）には衆議院議員に当選した。1939年（昭和14年）に亡くなり遺骨は父祖の地である犬鳴に埋葬された。犬鳴ダム奥にある篠崎家代々の墓地の一角に篠崎豊彦夫妻の墓碑が建っている。
犬鳴谷村の年表
※1889年の合併以降に発足した吉川村時代の歴史も含む。
| 地名     | 村名                 | 年                 | 内容 |
| -------- | -------------------- | ------------------ | --- |
| 筑 前 国 | な し                | 1601年             | 黒田長政の国内巡見、鞍手郡犬鳴山見分。 |
| 筑 前 国 | な し                | 1615年             | 藩命により犬鳴山に諸木を植える。 |
| 筑 前 国 | な し                | 1615年 から 1623年 | 久原越（現：犬鳴峠）の道を開く。 |
| 筑 前 国 | な し                | 1641年             | 年植林面積が5万坪に及ぶ。 |
| 筑 前 国 | な し                | 1644年 から 1648年 | 犬鳴山から舟の櫓梶（ろかじ）、炭薪を多く切り出し、 勘場という役所を立てて支配する。 |
| 筑 前 国 | な し                | 1691年             | 御譜代組足軽数家、藩命により城下地行町（現：福岡市中央区地行）から犬鳴に移住。 篠崎文内、庄屋兼足軽組頭役を命じられる。 |
| 筑 前 国 | 犬 鳴 谷 村          | 1691年             | 福岡藩により犬鳴谷村成立。 |
| 筑 前 国 | 犬 鳴 谷 村          | 1696年             | 貝原益軒、甥の好古と共に犬鳴山に来る。 |
| 筑 前 国 | 犬 鳴 谷 村          | 1703年             | 日原神社勧請。 |
| 筑 前 国 | 犬 鳴 谷 村          | 1725年             | 裏判所・郡奉行・郡代・山奉行、犬鳴山見分。 |
| 筑 前 国 | 犬 鳴 谷 村          | 1732年             | 享保の大飢饉により、若宮26箇所の村も含めて餓死者1193人に上った。 |
| 筑 前 国 | 犬 鳴 谷 村          | 1748年             | 幕府より黒田藩へ朝鮮人参の種を送り、犬鳴山で栽培した。 1762年に幕府へ献上。 |
| 筑 前 国 | 犬 鳴 谷 村          | 1854年             | 犬鳴鉄山仕組始まる。 |
| 筑 前 国 | 犬 鳴 谷 村          | 1864年 3月         | 犬鳴鉄山中止。 |
| 筑 前 国 | 犬 鳴 谷 村          | 1864年 7月         | 犬鳴山御別館建設が始まる。 |
| 筑 前 国 | 犬 鳴 谷 村          | 1865年 5月         | 加藤司書、中老を免じられる。 |
| 筑 前 国 | 犬 鳴 谷 村          | 1865年 10月        | 福岡藩勤王派の犬鳴山御別館事件が発覚し、いわゆる乙丑の獄が起こり、慶応元年（1865年）6月20日、勤王派は全員逮捕されて枡木屋の獄に入牢となり、 10月下旬に加藤司書たち7名は切腹、月形洗蔵たち14名は斬首、女性の野村望東尼の姫島流罪など厳しい処分が断行された。 |
| 筑 前 国 | 犬 鳴 谷 村          | 1865年 11月        | 犬鳴山御別館完成。 |
| 福 岡 県 | 犬 鳴 谷 村          | 1871年 7月２日     | 藩庁ぐるみの太政官札贋造事件により黒田長知は藩知事を罷免され閉門処分となり、福岡藩は全国的な廃藩置県の直前に藩を廃止され福岡県となった。 新しい県知事には皇族の有栖川熾仁親王が任命された。                                                                 |
| 福 岡 県 | 犬 鳴 谷 村          | 1872年             | 学制発布により、犬鳴では3月より一般住宅を借りて学校教育を開始した。 |
| 福 岡 県 | 犬 鳴 谷 村          | 1877年             | 西南戦争勃発。犬鳴から多数出征 |
| 福 岡 県 | 犬 鳴 谷 村          | 1885年             | 寺小屋式の借家を区より買い受けて、犬鳴小学校と称する。 |
| 福 岡 県 | 吉 川 村 犬 鳴       | 1889年 4月1日      | 近隣の村落である乙野・脇田・小伏（こぶし）・縁山畑（へりやまはた）と 合併し吉川村発足。犬鳴は吉川村内の集落となる。 |
| 福 岡 県 | 吉 川 村 犬 鳴       | 1913年             | 吉川村役場の解体資材を利用して犬鳴小学校を改築し、犬鳴尋常小学校と称する。 |
| 福 岡 県 | 吉 川 村 犬 鳴       | 1920年             | 吉川尋常高等小学校と合併して、犬鳴分教所となる。 |
| 福 岡 県 | 吉 川 村 犬 鳴       | 1928年             | 二番野から辰谷口の道路が完成。 |
| 福 岡 県 | 吉 川 村 犬 鳴       | 1945年             | 第二次世界大戦が終わる。 |
| 福 岡 県 | 吉 川 村 犬 鳴       | 1949年             | 犬鳴隧道やその他の道路工事が完了し、府県道福丸箱崎線開通。 |
| 福 岡 県 | 若 宮 町 大 字 犬 鳴 | 1955年 3月1日      | 昭和の大合併により、吉川村は若宮町に編入合併する。 住所表記は「若宮町大字犬鳴」。 |
| 福 岡 県 | 若 宮 町 大 字 犬 鳴 | 1965年             | 木炭の生産が終了した。 |
| 福 岡 県 | 若 宮 町 大 字 犬 鳴 | 1966年             | 犬鳴分校が吉川小学校に併合し、廃校となった。 |
| 福 岡 県 | 若 宮 町 大 字 犬 鳴 | 1975年             | 新犬鳴トンネル開通。 |
| 福 岡 県 | 若 宮 町 大 字 犬 鳴 | 1986年             | 犬鳴ダム建設のため、住民は脇田区へ集団移転する。 |
| 福 岡 県 | 若 宮 町 大 字 犬 鳴 | 1987年 10月        | 日原神社を脇田に移転。 |
| 福 岡 県 | 若 宮 町 大 字 犬 鳴 | 1988年 12月6日     | 近隣の犬鳴隧道にて、工員が誘拐され焼殺される殺人事件発生。 |
| 福 岡 県 | 若 宮 町 大 字 犬 鳴 | 1994年             | 犬鳴ダムの完成により、旧集落の大部分が水没した。 |
| 福 岡 県 | 宮 若 市 犬 鳴       | 2006年 2月11日     | 平成の大合併により、若宮町と宮田町が対等合併し、宮若市となる。 旧集落があった場所の住所表記は「宮若市犬鳴」。 |
| 福 岡 県 | 宮 若 市 犬 鳴       | 2019年 11月19日    | 近隣の犬鳴峠において伝わる「犬鳴村伝説」を題材にしたPCゲーム、 『犬鳴トンネル』のSteam版が発売された。 |
| 福 岡 県 | 宮 若 市 犬 鳴       | 2020年 2月7日      | 近隣の犬鳴峠において伝わる「犬鳴村伝説」を題材にした映画、 『犬鳴村』が公開された。 |

江戸時代後期ごろまで犬鳴に居住していた脇田の寶部家には、西南戦争に出征した寶部乙吉が熊本鎮台司令長官の谷干城から与えられた感状が現存している。
1873年（明治6年）に福岡県嘉麻地方より勃発した筑前竹槍一揆は、ほぼ旧筑前国一帯に波及した大一揆で、犬鳴谷周辺の村の農民は一揆勢に助力したりする者が多く、また戸長や富豪などは一揆勢により襲撃されたが、士族および旧卒族の村であった犬鳴谷においては一揆による影響は皆無で、村民も一揆には助力しなかったという。

### 文化

#### 人口
犬鳴集落は、犬鳴川源流の谷川に沿って形成されており、地理的に大きく3つに区分されている。谷川の上流には6世帯、日原神社の周辺に13世帯あり、その中心に吉川小学校犬鳴分校・三浦商店・犬鳴公民館があったため、学業や買い物など集落の中心的役割を担っていた。下流域には9世帯あり、この辺りには観音滝という滝と観音堂があり観世音菩薩像などが祀られている。観音堂にある観世音菩薩像は国分節雄元福岡市議の母親である国分ミヨの寄進。
庄屋時代以前の村組織に関する文献は残っておらず不明である。鞍手郡誌によると1868年（明治元年）は31戸、1877年（明治10年）は28戸、昭和初期ごろは45戸、1953年（昭和28年）は40戸、その後は離村者が増えたため、ダム工事直前までには28戸まで減少した。
1872年（明治5年）明治政府の命令で福岡県が編纂を開始した『福岡県地理全誌』犬鳴谷村の頁には戸数31戸の内、士族3戸・平民（旧卒族）28戸、人口141人男80人女61人、職分（農業）男35人女28人（工人）男2人女1人（雑業）男12人女4人（雇人）男1人女1人と記してある。
総数 [戸数：  、人口：  ]
| 1839年 （天保10年） | 戸数不明 143人 |
| 1872年 （明治5年）  | 31戸 141人     |
| 1875年 （明治8年）  | 戸数不明 141人 |
| 1877年 （明治10年） | 28戸 126人     |
| 1889年 （明治22年） | 24戸 118人     |

#### 教育

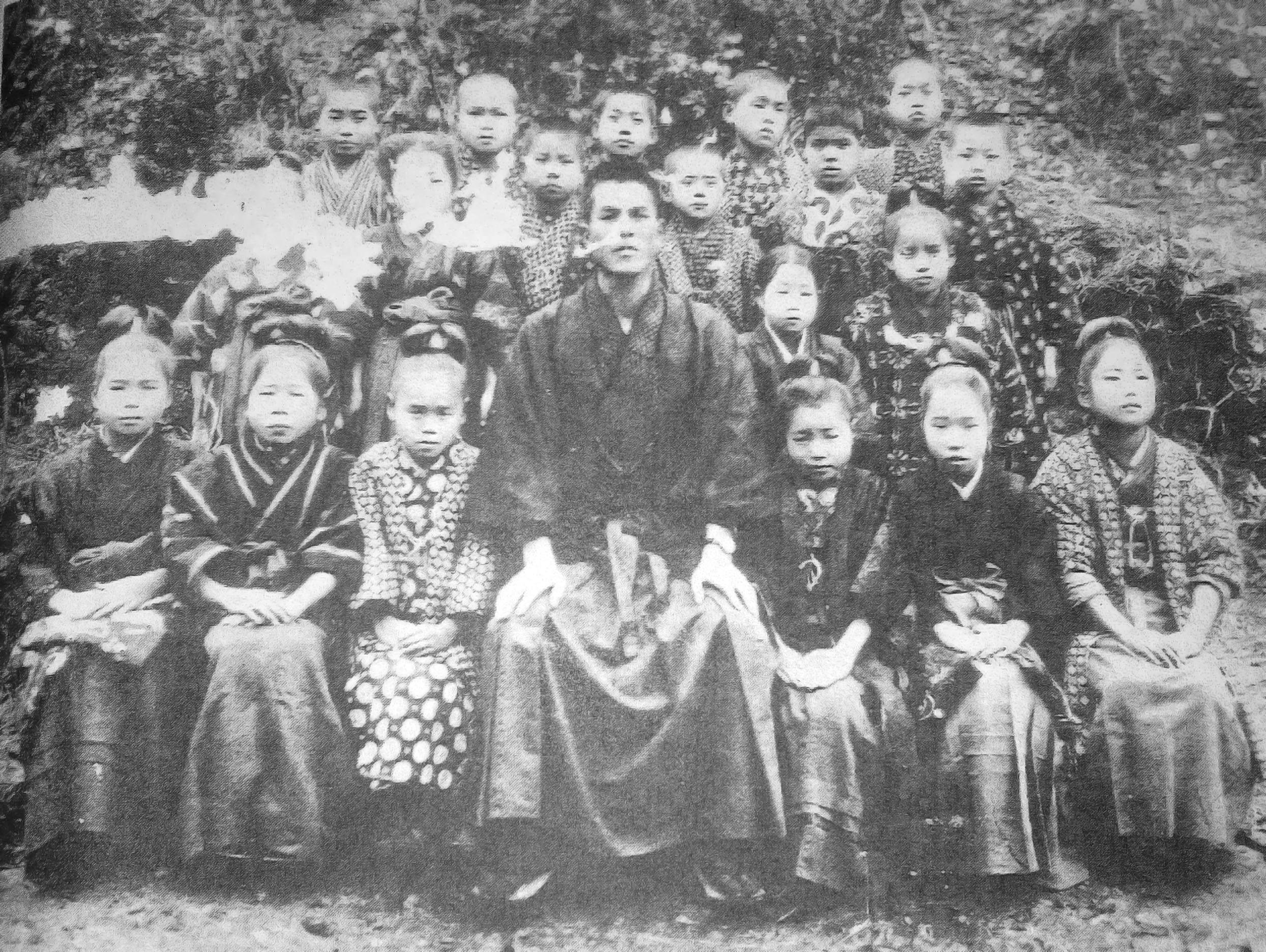
犬鳴分校の児童と教職員の記念写真（大正10年撮影）

1872年（明治5年）には犬鳴谷村唯一の教育機関として、民家を借りた寺子屋式の小さな学校が設立され、1885年11月（明治18年）に犬鳴小学校という名称が付けられた。しかし初代の犬鳴小学校は老朽化が著しくボロボロであった。そのため1912年から1914年（大正元年 - 3年）にかけて吉川村役場を解体したときに出てきた材木を利用して改築し、立派な校舎に建て替えられた。校舎には玄関、教室1部屋、宿直室、便所があり、グラウンドにはすべり台、鉄棒、ブランコが備え付けられた。1920年10月（大正9年）には、吉川尋常高等小学校と合併し、犬鳴分教場と改名された。しかし学制発布の影響もあり、1966年（昭和41年）に吉川小学校に併合され、90年余りの歴史をもった犬鳴小学校は、1966年3月31日（昭和41年）をもって閉校となった。閉校理由としては、犬鳴小学校の児童数が減少したためである。またさらには福岡県道21号線に国鉄バス路線ができて交通の便が良くなったため、児童を吉川小学校に収容して教育効果を向上させるという理由もある。
犬鳴分校の学校生活
|                | １ 校 時       | ２ 校 時 | ３ 校 時 | ４ 校 時                   | ５ 校 時             | ６ 校 時 |
| -------------- | -------------- | -------- | -------- | -------------------------- | -------------------- | -------- |
| １ 年          | 国 語          | 算 数    | 理 科    | 合 同 音 楽 ま た は 体 育 | 国 語 算 数 ド リ ル |          |
| ２ 年          | 算 数 ド リ ル | 図 工    | 国 語    | 合 同 音 楽 ま た は 体 育 | 理 科 ・ 社 会       | 補 習    |
| ある日の時間割 |                |          |          |                            |                      |          |

分校経営の目標としては、基礎学力の充実に向け、特に国語と算数に力点を置いていた。また山の子は表現力に弱い傾向があると考えられたため、劇や朗読、作文などを多くとりあげていた。授業時間割は複々式をとっており、基本的に1年生の授業は午前中、2・3年生は午後に分けていた。ただし体育や音楽、図工、屋外観察などは全学年合同学習としていた。

また犬鳴地区は自然や史跡に恵まれ、学習材料はいたるところにあった。犬鳴御別館に行き、城跡をしのぶ池や石垣、加藤司書の記念碑にふれながら当時の頃の話をしたり、人参谷に行き犬鳴高麗人参畑の跡を探したり、また数多い谷川に入って魚をとり、時間を忘れて郷土に親しむ学習に精を出していた。

子供たちの家族は早朝山に炭焼きに行くので、学校に来るのを楽しみにして朝早く登校する子が多かった。運動場は犬鳴谷で唯一の広場でもあり、皆のびのびと遊んでいた。子供たちの遊びで主なものは、かくれんぼ、鬼ごっこ、お手玉、魚釣り、魚すくい、小鳥罠掛け、いちご採り、柳虫くさぎ虫とり、ウベやアケビ採りなど、山や川での遊びが主体であった。ホタルの時期になると、夜釣りの餌にホタルを針につけて魚釣りを楽しんでいた。
- 年間行事
  - 4月 始業式、入学式、家庭訪問
  - 5月 身体検査、歓迎遠足
  - 6月 川遊び（水泳、魚とり）
  - 7月 終業式
  - 8月 夏季休業、始業式
  - 9月 地域探検
  - 10月 体育会、鍛錬遠足、社会見学
  - 11月 スケッチ大会
  - 12月 終業式
  - 1月 始業式
  - 2月
  - 3月 お別れ遠足、修了式

#### 宗教
犬鳴集落の鎮守社は日原神社（ひのわらじんじゃ）で、1703年（元禄16年）に宮若市大字下の日吉山王宮（ひよしさんのうぐう）より大国主命・市杵島姫命・大山祇命の三柱の神が勧請され創建された。奉祀（祭主）は日吉山王宮大宮司職の国井家。犬鳴字下谷の割谷に沿った高台に鎮座しており、その両側には巨大なスギやヒノキが連なっていた。境内には元々山中にあった「山の神」「天満宮」「ふくっつぁま」が合祀されている。山の神は皿山に祀られていたもので、大山祇命を祭神とされている。天満宮は犬鳴山御別館の裏山に祀られ、祭神は菅原道真である。毎月25日の夕方には小豆飯のおにぎりをお供えしてお参りしていた。ふくっつぁまは福津市の福地神社（福津市旦ノ原の福岡県道503号町川原赤間線沿い）から勧請されたもので、いつ犬鳴に勧請されたかは不明である。こちらには毎年12月13日の夜にお参りして小豆飯をお供えしていた。ちなみに日原神社創建前の犬鳴谷崇敬社は糟屋郡久山町猪野にある天照皇大神宮（通称・伊野大神宮）であったらしく、元禄五年に犬鳴谷村足軽一同から寄進された手水石が拝殿脇に苔むして現存している。また犬鳴ダム建設計画による水没を避けるため、1987年10月より宮若市脇田に移転された。本殿と鳥居は、犬鳴谷村時代とほぼ同じ形で復元されている。「山の神」「天満宮」「ふくっつぁま」の小祠は新しく作り直されているものの、外見は継承されている。犬鳴ダム建設に伴った天満宮解体の時に神殿内部から歴代福岡藩主名を記した棟札が何枚も発見された。
犬鳴各戸の菩提所は浄久寺（浄土宗鎮西派：宮若市乙野）と東禅寺（曹洞宗：宮若市湯原）で、御譜代組足軽たちが移住して以来の旦那寺である。

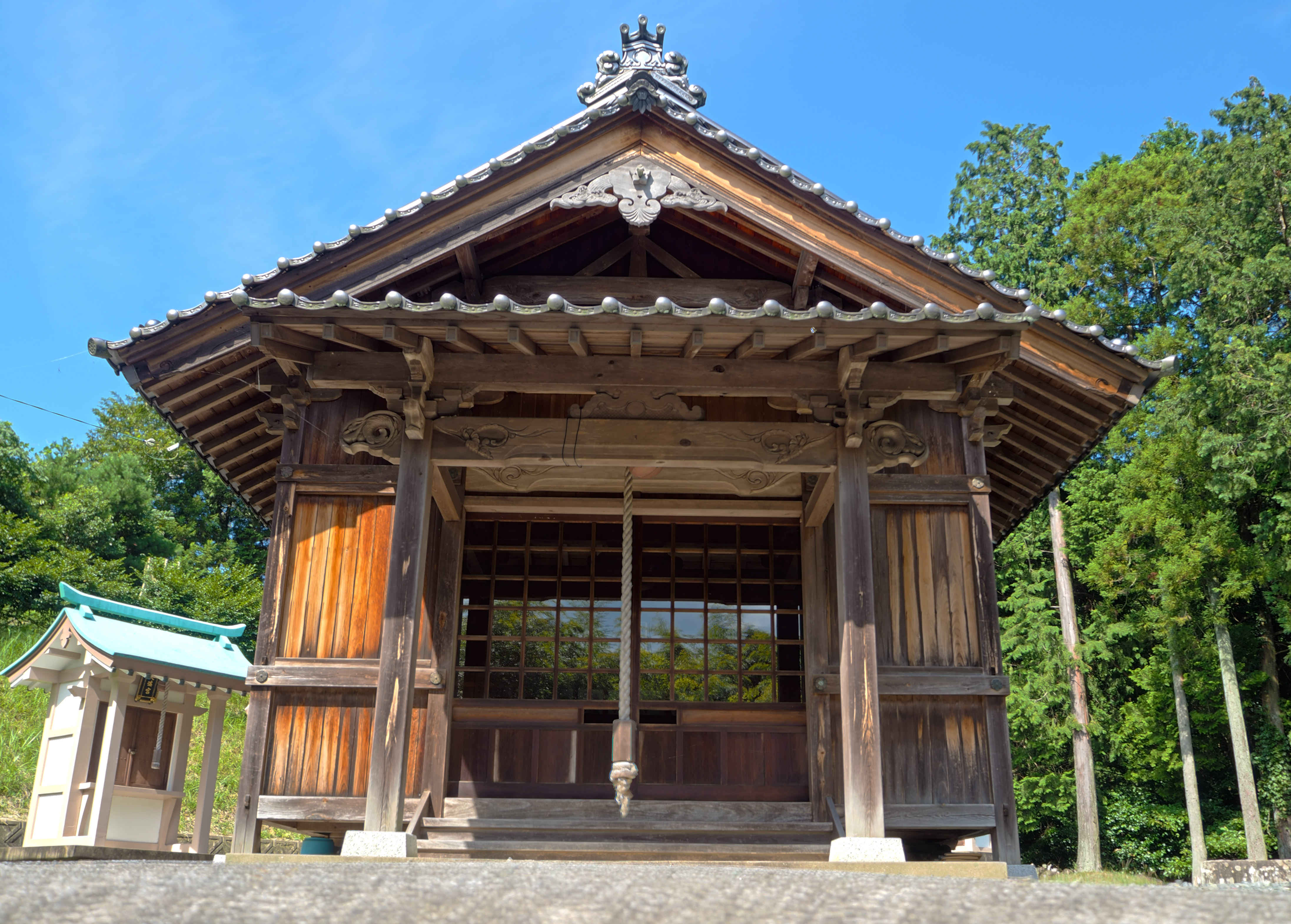
日原神社、左側には天満宮
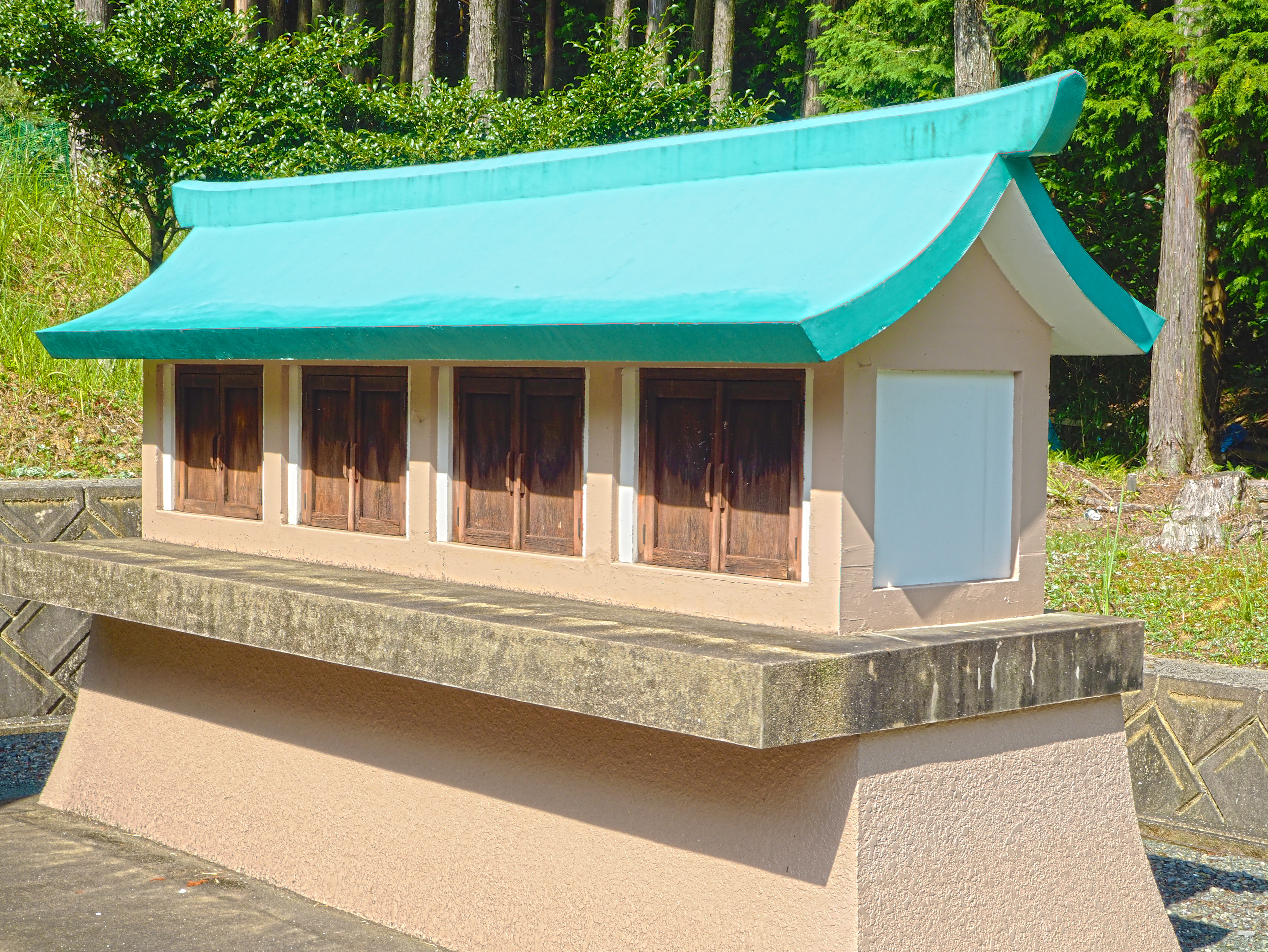
山の神・ふくっつぁま

#### 産業
- 昭和40年代ごろまで、木炭製造や農林業などが主産業であった。犬鳴谷は農耕不適地が多かったため、近隣の脇田・湯原・下などで農地を購入し農耕に従事していた家が多かった。
- 藩政時代は犬鳴住民の副業として木炭と和紙製造が盛んで、和紙の方は現在の朝倉地方で生産されていた上座紙と共に鞍手紙と称され、幕府献上品となり福岡藩の名産となった。なお、犬鳴には幕府から福岡藩へ下賜された朝鮮ニンジンの種を播き栽培したという畑跡もある。江戸時代中期、1748年（寛延元年）幕府より福岡藩へニンジン種が下賜された時、栽培地の検討が行われ、藩医、白水幽水の犬鳴谷村が適地という意見で決定した。1762年（宝暦12年）犬鳴谷で栽培された朝鮮ニンジンは幕府へ献上され、幕府御典医・井上交泰院その良品なるを称し、田沼主殿頭に示したという。小字名で人参谷の地名が遺っており、別の所には畑跡も残存する。昭和40年代ごろまでは木炭製造や農林業に依存していたが、その後、木炭販売不振や農林業の衰退などと共に福岡都市圏、宗像地区などの会社、官公庁勤務に従事する人が過半数を占めるようになった。
- 犬鳴字皿山には水車小屋が作られ、水車の動力によって線香（仏壇に供える線香および蚊取り線香）の原料である粉を製造していた。3代目の製造は1940年（昭和15年）に栗山新蔵によって始められた。栗山は1901年（明治34年）生まれで、福岡県八女郡串毛村（現・八女市黒木町）出身である。叔父の紹介で1940年に家族で犬鳴に移住し線香粉の製造を始め、線香粉は薫物線香製造の老舗で福岡県久留米市野中町に本社のある株式会社天年堂に納入していた。この線香粉製造も新幹線福岡トンネル工事による渇水の害により1973年ごろ操業を終えた。その後も天年堂から線香粉の製造を勧められたが、川の水の流れが止まったことにより水車が動かなくなったこと、水車を修理する大工がいなくなったこと、さらに栗山が高齢を迎えたことによりやめたという。
- 江戸時代、吉川・中・山口地区（宮若市旧若宮町域）の年貢米や木炭などの林産物は宗像郡津屋崎の港に集積され、藩御用船によって福岡藩大坂蔵屋敷に運ばれていたという[26]。

### 施設・遺構
遺構の場所については、本記事上部にある犬鳴谷村の地図を参照。
- 犬鳴御別館（宮若市大字犬鳴字金山）- 1865年（慶応元年）に福岡藩によって建設された、福岡藩の最後の城である[27][28]。2021年時点では城跡と石碑が残っており、犬鳴ダムの北側に位置する。
- 犬鳴小学校（宮若市大字犬鳴字下谷）- 1885年（明治18年）に犬鳴谷村の民家を借用して創立した。1920年（大正9年）に吉川尋常小学校と合併し、犬鳴分教所として置く。1966年に吉川小学校と合併して廃校となった。現在は犬鳴ダムの西側一方通行道路に犬鳴分校跡として残っている[29][30][31]。吉川小学校も2016年をもって廃校となった[32]。
- 商店（宮若市大字犬鳴字下谷）- 大正初年ごろに犬鳴住民の水上某が店を開き、1930年（昭和5年）に廃業。その後、三浦某が店を開業した。日用雑貨、食料品、酒、タバコ、菓子、魚の干物などが販売されていた。犬鳴集落唯一の商店であり、地元住民に重宝されていた。
- 犬鳴日原鉄山および多々羅鉄山跡（宮若市大字犬鳴字金山および大字犬鳴字多々羅）- 1854年（安政元年） 福岡藩により建設。金山は「きんざん」ではなく「かなやま」と読む。
- 犬鳴高麗人参畑跡（宮若市大字犬鳴字人参谷・大字犬鳴字多々羅・大字犬鳴字梅木谷）- 1748年（寛延元年） 幕府より福岡藩へ高麗人参の種を下賜。犬鳴の人参谷・多々羅谷・梅木谷にて栽培。JR博多駅あたりにかつて人参町といわれる町名があったが、ここは人参会所があったところで、人参会所は福岡藩営で犬鳴谷産高麗人参（朝鮮人参）の入札場だった。
- 犬鳴勘定役所跡（宮若市大字犬鳴字勘場）- 犬鳴の藩有林管理および犬鳴足軽の人事管理のため福岡藩により設けられていた役所跡。犬鳴勘定役所跡は現在の親水公園一帯である。
- 日原神社 および西山四国八十八箇所札所（宮若市大字犬鳴字下谷）- かつて犬鳴分校近くにあった神社とお堂である。日原神社の境内に「山の神」「天満宮」「ふくっつぁま」の3つの神社が祀られていた。西山四国八十八箇所札所の本尊は釈迦如来像で、弘法大師像なども祀られていた。札所のお堂は日原神社の鳥居付近に建立されていた。
- 犬鳴足軽墓群 - 犬鳴山中の各所にあったが、現在は篠崎家および藤嶌（藤嶋）家の墓のみが残っている。
- 寶部安則の炭焼き窯跡 （宮若市大字犬鳴字下谷）- 犬鳴の木炭製造場であり、現在も窯跡が残っている。
- 犬鳴銅山跡（宮若市大字犬鳴字多々羅など）福岡藩庁が銭貨などを密造するために開鉱させた銅鉱跡。多々羅の山中には巨大な当時の坑口が遺っている。

### 村名の由来
- 昔、ある猟師が犬を連れて狩りに来ていた。その日はやけに犬が吠えるので、苛立った猟師は犬を射殺してしまう。その直後、猟師は黒竜らしき生き物に襲われた。そこで、猟師は犬が危険を教えてくれたことに気付き、犬を丁寧に供養した、というのが名前の由来。ただし、この由来については、大阪の犬鳴山に伝わる伝説と酷似しているので、それが間違って伝わったものと思われる。
- 江戸時代の地誌などには犬鳴谷村と表記され、犬鳴村とはされていない。古文献によると犬鳴は1691年（元禄4年）成立の村落である。福岡藩は庄屋兼足軽組頭職に篠崎文内を任命し、副として渡邉家が就任した。明治になり藩が消滅した時、篠崎、渡邉両家は福岡県貫属士族となり他の犬鳴足軽は卒族として認められたが、1872年（明治5年）の卒族廃止の時、平民に格下げされたということである。糟屋郡久山町にある伊野天照皇大神宮には江戸時代中期、1692年9月（元禄5年）に犬鳴足軽団から寄進された犬鳴山中と刻まれた御手洗石が遺っている。幕末、福岡藩中老職加藤司書は藩の許可を得て犬鳴に藩主別館を築き動乱に備え、犬鳴別館などを守備するため犬鳴入口である脇田構口、犬鳴峠、猪野越え、薦野峠に番所を設置、犬鳴足軽を配置し警戒にあたらせた。また藩主別館近くに大楠公を祀る神社を創建し御神体は正宗作の太刀だったということである。怪奇談として藩政時代の頃、朝鮮ニンジン畑の監督と見廻りに向かう犬鳴足軽で藩から任命されたニンジン畑見廻役が山道で大蛇と遭遇し、腰を抜かし動けなくなったうえに、大口を開けた大蛇に飲み込まれそうになり、差していた刀で難を逃れ、山道を這いつくばって逃げ帰り、恐怖のあまり寝込んでしまい数日後には亡くなった。寝込んでいた足軽によると大蛇の口の中は、どんな理由からか白髪だらけだった、という話。

村名の別の由来
その昔、脇田の山中へ二匹の犬を連れ猟に来ていた猟師は遭遇した大蛇に襲われてしまう。主人を救おうと犬たちは急いで村里に引き返し村民を連れてきたが、すでに猟師は飲まれていた。二匹の犬は村民と共に大蛇を退治し村民は腹から猟師を救出したものの猟師はすでに息絶えていた。二匹の犬は嘆き悲しみ、かわいがってくれた猟師を思い、一声、天に向かって鳴き叫び息を引き取った。脇田の村人が不憫に思い猟師ともども犬を埋葬、供養し石積塚を築いたことから、この山を犬鳴というのが地名の由来。この石積塚と言い伝えられるものは現在も犬鳴山中にあるが、存在地は非公開である。犬鳴の各戸には御貸具足と言われる福岡藩から貸与された足軽具足、藩侯紋入り陣笠、鉄砲、刀などが残っていたという。犬鳴の小字名で勘場という所（犬鳴ダム奥の親水公園一帯）は犬鳴足軽の人事管理および藩有林の運営事務を行うための勘定場があった所と言い伝えられる。小字名で焔硝蔵と呼ばれていた所もあったが、この地は福岡藩が犬鳴足軽団に貸与していた鉄砲に使用する焔硝（火薬）を格納、管理していた蔵の跡地だと思われる。

### その他
都市伝説との関係
- 都市伝説に犬鳴村伝説[33]というものがあるが、この伝説に登場する犬鳴村は実在するものではなく、犬鳴谷村の実情を反映したものでもない。

その他の補足
- 藩政時代は庄屋兼足軽組頭職の篠崎家が中心的存在であり、明治の行政区画再編においての町村合併時には付近の村と共に吉川村となり、吉川村役場は脇田に存在していた。
- 犬鳴ダム建設に伴う移住前までの犬鳴各戸の敷地内には必ず梅樹が2〜3本程度植えてあったものである。これは江戸時代に福岡藩庁が足軽たちの屋敷敷地内に梅樹を植えさせ梅干しの自家製造を義務付けていたことの名残と伝えられている。